# Histoire des Juifs à Spire

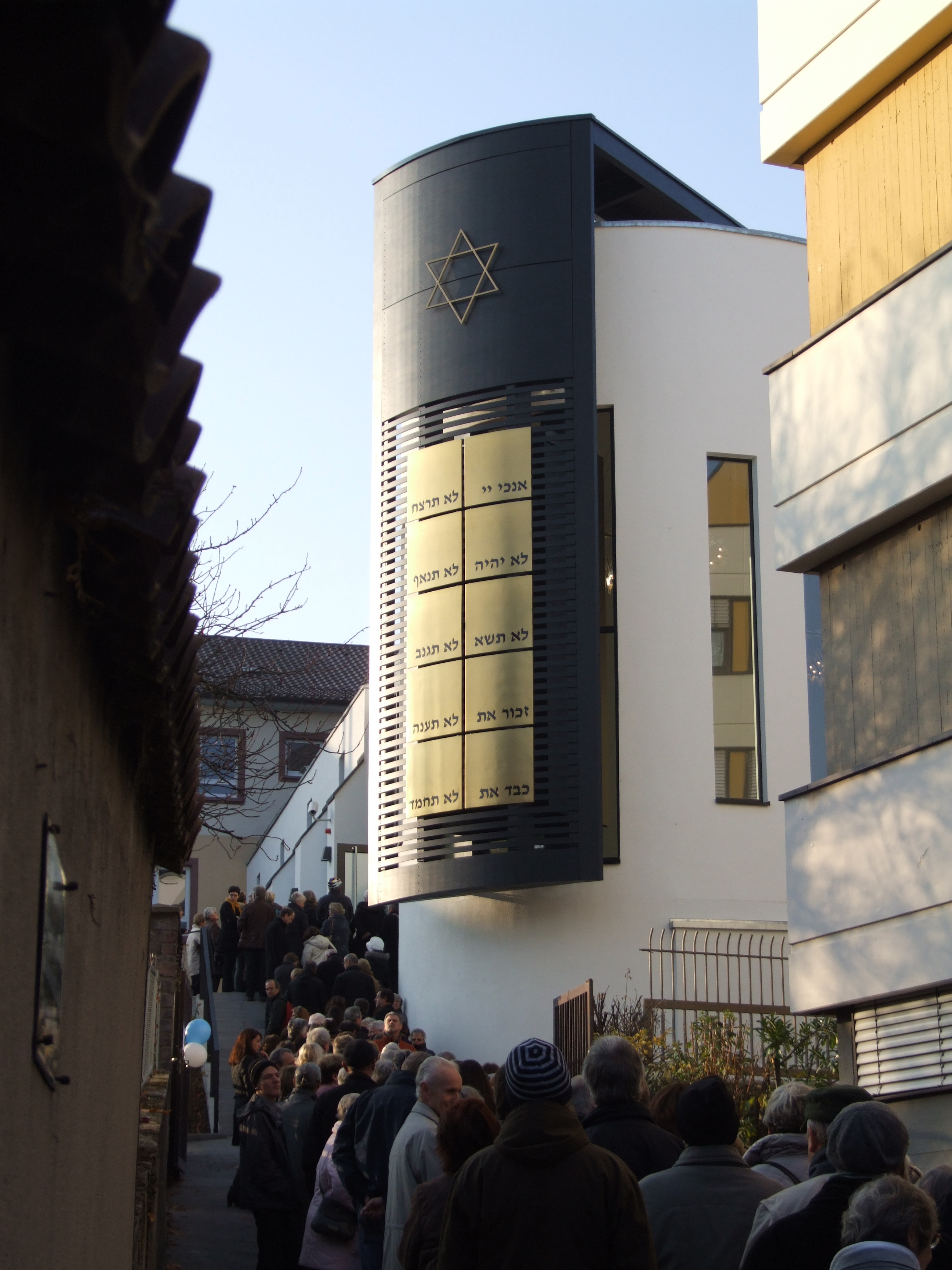
La nouvelle synagogue de Spire

L'histoire des Juifs à Spire s'étend du Moyen Âge à nos jours et a connu des périodes de prospérité mais aussi des périodes beaucoup plus sombres de massacres et d'expulsions.
Spire (en allemand : Speyer), Worms et Mayence ont été au Moyen Âge d'importants foyers de la culture juive ashkénaze. Puis à la suite de nombreuses expulsions et pogroms, ces villes ont perdu leur communauté juive. Ce n'est qu'au XVIIe siècle qu'une petite communauté se reforme à Spire qui prendra quelque importance au cours des siècles suivants, avant d'être de nouveau réduite à néant sous le nazisme.

## La communauté au Moyen Âge
Au Moyen Âge, les villes de Spire (Spira), de Worms (Warmaisa) et de Mayence (Magenza), réunies sous le terme de SchUM à partir des lettres initiales des noms hébreux de ces villes, forment le berceau de la culture juive-ashkénaze. Pendant près de 500 ans, une intense vie religieuse et civile se concentre autour de ces trois villes sur le Rhin. Du XIe siècle jusqu'au XIVe siècle, des philosophes et intellectuels juifs venus d'Italie, de France et d'Espagne se réunissent ici. Les communautés possèdent un tribunal général et un conseil des anciens, ainsi que des synagogues et des écoles pour hommes et femmes. 40% des membres de ces communautés savent lire et écrire.
En 1084, l'évêque et seigneur de la ville, Rüdiger Hutzmann, autorise les juifs persécutés de Mayence et de Worms à s'installer à Spire, près de la cathédrale. Selon lui, la présence de Juifs « augmente la réputation de la ville de plus de mille fois ». L'évêque garantit la protection des Juifs de Spire dans sa lettre de protection (Schutzbrief) de 1084 :
« Au nom de la sainte et indivisible Trinité, moi, Ruediger... évêque de Spire, pour agrandir la ville, entend multiplier l'honneur de notre place par un facteur mille si j'y installe aussi des Juifs. Et j'ai installé les Juifs qui sont venus en dehors de la municipalité et des quartiers résidentiels du reste de la population. Et pour qu'ils ne soient pas facilement agressés par des émeutes rebelles, je les ai enfermés avec un mur...Je leur ai donné le droit et le privilège de commercer l'or et l'argent et d'en acheter et d'en vendre autant qu'il leur plaira...Et en plus, je leur ai aussi donné sur les biens de l'Église, un lieu de sépulture…Et les droits qu'un bourgmestre a sur les habitants de la ville sont détenus pour les Juifs par l'archisynagogue. Celui-ci devra régler chaque dispute et chaque conflit juridique qui pourraient surgir parmi eux ou contre eux...Afin d'augmenter mes bienfaits, j'ai donné aux Juifs des lois avantageuses qui sont sans précédent dans les villes allemandes. »
En 1090, les droits et la protection des Juifs sont confirmés et étendus par l'empereur Henri IV. Le Speyerer Judenhof (curia Iudaeorum), situé autour de la Kleine Pfaffengasse est un quartier fortifié et le centre juif de la ville médiévale de Spire. En 1096, lors de la première croisade, le comte Emich de Flonheim attaque la synagogue, mais les Juifs trouvent refuge dans le palais épiscopal, protégé par l'évêque, jusqu'à ce que la foule se calme. Les Juifs de Worms et de Mayence n'auront pas cette chance et plus d'un millier seront massacrés.
En 1195 les Juifs de Spire sont persécutés pour la première fois à la suite du meurtre supposé d'une femme chrétienne par un Juif. De nombreux Juifs sont tués et la foule pille et saccage les maisons abandonnées par les Juifs et détruise la synagogue. Les autorités arrêtent l'émeute et forcent les Chrétiens de Spire à réparer les maisons et à reconstruire la synagogue. L'évêque Otto von Henneberg demande aux Juifs qui ont fui de retourner en ville. D'autres émeutes antijuives ont lieu en 1282 et 1343.
La communauté de Spire, qui compte à l'époque environ 400 membres, va être pratiquement anéantie lors des massacres de Juifs pendant l'épidémie de peste noire en janvier 1349, comme de nombreuses communautés dans les territoires germaniques.
En 1354, une petite communauté juive se reconstitue à Spire, mais la situation des Juifs reste instable et après plusieurs persécutions on ne compte pratiquement plus de Juifs à Spire jusqu'à la fin du XVIe siècle. Une loi interdit aux Juifs de passer plus d'une journée et une nuit à Spire, et sans approbation du conseil municipal, toute transaction commerciale ou monétaire entre Juifs et Chrétiens est interdite.

## DuXVIIeauXXesiècleavant le nazisme
Lors de la guerre de Trente Ans (1618-1648), plusieurs familles juives s'installent à Spire: 14 en 1622; 7 en 1623; 5 en 1624; 6 en 1625 et 2 en 1626, si bien qu'en 1625, la communauté compte près de 300 membres. Mais ce nombre va décliner dans la seconde moitié du siècle, et en 1685, seulement 9 familles juives sont recensées à Spire. En 1688 les Juifs de Spire sont de nouveau expulsés, et un an plus tard, la ville est détruite par les Français lors de la guerre de la Ligue d’Augsbourg.
En 1797 Spire devient française, sous-préfecture du département du Mont-Tonnerre, et en tant que Français, les Juifs obtiennent l'égalité des droits. Au cours des années suivantes, plusieurs familles juives s'installent de nouveau dans la ville. La communauté juive va croitre régulièrement même après le retour de la ville en 1814 sous la tutelle du royaume bavarois. Elle acquiert un lieu de sépultures en 1828, situé près du monastère de Sainte-Clara, qui fonctionnera pendant 60 ans. Par la suite, un nouveau cimetière est ouvert sur la Wormser Straße, qui sera utilisé jusqu'en 1942.
Au XIXe siècle, le nombre d'habitants juifs augmente de façon constante: de 80 habitants en  1818, à 155 en 1823, 190 en 1824; 209 en 1830, 301 en 1841; puis 272 en 1848, représentant 51 familles, 319 en 1849, 370 en 1855, 425 en 1861, 440 en 1867 pour atteindre un maximum de 539 en 1880 sur un nombre total de 15 589 habitants. Par la suite leur nombre va se stabiliser avant de légèrement décroitre, passant à 535 en 1890, 508 en 1895, 520 en 1900, puis 476 en 1905. En 1848, 61% des Juifs sont dans le commerce, dont 25% dans la vente au détail, y compris des bouchers. À Spire, dans la seconde moitié du XIXe siècle, un grand nombre de magasins et d'entreprises industrielles, comme des usines de chaussures, de cigarettes, des entreprises dans l'industrie du bois, sont fondés et détenus par des Juifs.
Depuis le milieu du XIXe siècle, les résidents juifs sont largement intégrés dans la vie urbaine, notamment: par leur implication dans les associations municipales, telle que la Croix-Rouge.
La communauté possède une synagogue, une école élémentaire juive depuis 1831, avec à cette époque 42 élèves, un Mikve (bain rituel), une bibliothèque communautaire et un cimetière. Les services religieux sont principalement dirigés par l'enseignant, mais aussi parfois par le Shohet (abatteur rituel) ou le Hazzan (chantre). Au XIXe siècle, pendant plusieurs décennies, la personnalité marquante de la communauté juive est l'enseignant Ludwig Schloß. Il célèbre en 1883 ses 50 ans de service au sein de la communauté juive de Spire. En 1887, il est honoré par la ville pour ses nombreuses actions en recevant la médaille d'or commémorative de l'ordre de Louis de Bavière.
En 1825, la communauté juive veut que Spire devienne le siège du rabbinat du district. Mais, comme il n'y avait pas à cette époque de synagogue dans la ville, Neustadt et un peu plus tard Frankenthal puis Bad Dürkheim deviennent le siège du rabbinat du district. À partir de 1935, le siège du rabbinat du district se trouve à Ludwigshafen. La communauté juive de Spire est majoritairement libérale et les relations avec le rabbinat du district sont parfois conflictuelles, surtout après la nomination en 1865 comme rabbin du district, du rabbin rigoureusement orthodoxe Adolph Salvendi.
En 1925, la communauté compte 335 membres. Les dirigeants sont alors Benedict Cahn, Leopold Klein, Julius Seligmann et Albert Mühlhauser. Benno Grunberg est le Hazzan (chantre) et le Shohet (abatteur rituel). Né en 1885, il est déporté au camp de Gurs en 1940 avant d'être assassiné à Auschwitz. Würt est le Shames (bedeau) de la synagogue et K. A. Krauß l'organiste. Le professeur Jakob Krämer à l'école primaire israélite, enseigne à 21 enfants pendant l'année scolaire 1924-1925. En plus, il donne des cours d'éducation religieuse dans les écoles publiques pour une trentaine d'enfants des collèges, lycées de garçons et lycée de filles.
En 1932 formé le conseil de la communauté est composé de Leopold Klein, président, de Julius Seligmann, vice-président, de Ludwig Gudenberg ainsi que de deux autres hommes. Depuis le départ de Jakob Krämer qui a accepté le 1er septembre 1928, un poste d'enseignant à Munich, le poste est occupé par le professeur Leopold Schwarz. Lors de l'année scolaire 1931-1932, le nombre d'élèves de l'école primaire israélite est de 16, répartis en 4 classes. Benno Grunberg est toujours le Hazzan et le Shohet.
Après la dissolution de la communauté juive d'Otterstadt, les habitants juifs d'Otterstadt ainsi que de Waldsee sont rattachés à la communauté juive de Spire.
La communauté juive possède de nombreuses associations caritatives, culturelles ou sportives: la Vereinigt Unterstützungsverein (Association de soutien unifié) avec la Central-Kasse (Caisse centrale) et la Spenden-Kasse (Caisse des dons). Cette association a été créée en 1911 à partir des anciennes associations caritatives. Forte de 70 membres, elle est dirigée en 1924 par Benedikt Cahn et en 1932 sous son nouveau nom de Vereinigte israelitische Männerwohltätigkeitsverein (Association caritative unie des hommes israélites) par Leopold Klein. Son but est l'aide aux personnes nécessiteuses; la Israelitischen Frauenverein (Association des femmes israélites), fondée en 1860, dirigée en 1924 par la femme de Leopold Lehmann avec 60 membres, et dirigée en 1932 par Mme Landsberger avec 80 membres. Son but est aussi l'aide aux personnes dans le besoin; la  Verein für jüdische Geschichte und Literatur (Association pour l'histoire et la littérature juive) avec 50 membres en 1924; une section locale de la Central-Verein deutscher Staatsbürger jüdischen Glaubens (Association centrale des citoyens allemands de religion juive) avec 50 membres en 1924; la Synagogenchorverein (Association du chœur de la synagogue). Sur un plan suprarégional, la Verein für das israelitische Altersheim für die Pfalz, e.V. Neustadt (Haardt) (Association pour la maison de retraite israélite pour le Palatinat), enregistrée à Neustadt an der Haardt et dont le siège et les bureaux sont situés à Spire ainsi que le Wohlfahrtsfonds des Rabbinatsbezirks Frankenthal (Fond de prévoyance du rabbinat du district de Frankenthal), dirigé en 1932 par Leopold Klein et dont l'objet est la distribution d'aide à la formation.

## La période nazies
En 1933, à l'arrivée au pouvoir des nazis, 269 Juifs vivent dans la ville. Au cours des années suivantes, en raison du boycott économique, de la privation de leurs droits civiques et de la répression de plus en plus brutale, plusieurs familles de la communauté juive quittent la ville pour se réfugier dans de grandes villes allemandes ou pour partir à l'étranger. De 1933 à 1936, 84 juifs quittent Spire et 30 autres en 1937. Les associations juives continuent à être actives, y compris les clubs de jeunes et de sport de la communauté. En 1938, on compte encore 139 habitants juifs. Lors de la nuit de Cristal, du 9 au 10 novembre 1938, la synagogue est incendiée, le cimetière juif est profané et de nombreux commerces détenus par des Juifs pillés et saccagés. La plupart des hommes juifs sont déportés au camp de concentration de Dachau où ils seront détenus pendant plusieurs semaines. Jusqu'en mai 1939, 60 autres Juifs réussissent à quitter la ville. Sur les 60 Juifs restant à Spire en octobre 1940, 51 sont déportés au camp de Gurs : 12 d'entre eux meurent en France et 24 sont transférés à Auschwitz et assassinés. Le sort des autres reste inconnu. Parmi les déportés, seul un petit nombre survivront.
Le mémorial de Yad Vashem de Jérusalem et le Gedenkbuch - Opfer der Verfolgung der Juden unter der nationalsozialistischen Gewaltherrschaft in Deutschland 1933-1945 (Livre commémoratif – Victimes des persécutions des Juifs sous la dictature nazie en Allemagne 1933-1945) répertorient 134 habitants nés ou ayant vécu longtemps à Spire parmi les victimes juives du nazisme.

## L'après-guerre
En 1951, la ville envisage de créer un parking sur le terrain de la synagogue. En 1955, le conseil municipal décide de verser 30 000 Deutsche Marks à la communauté juive pour régler la procédure de restitution.

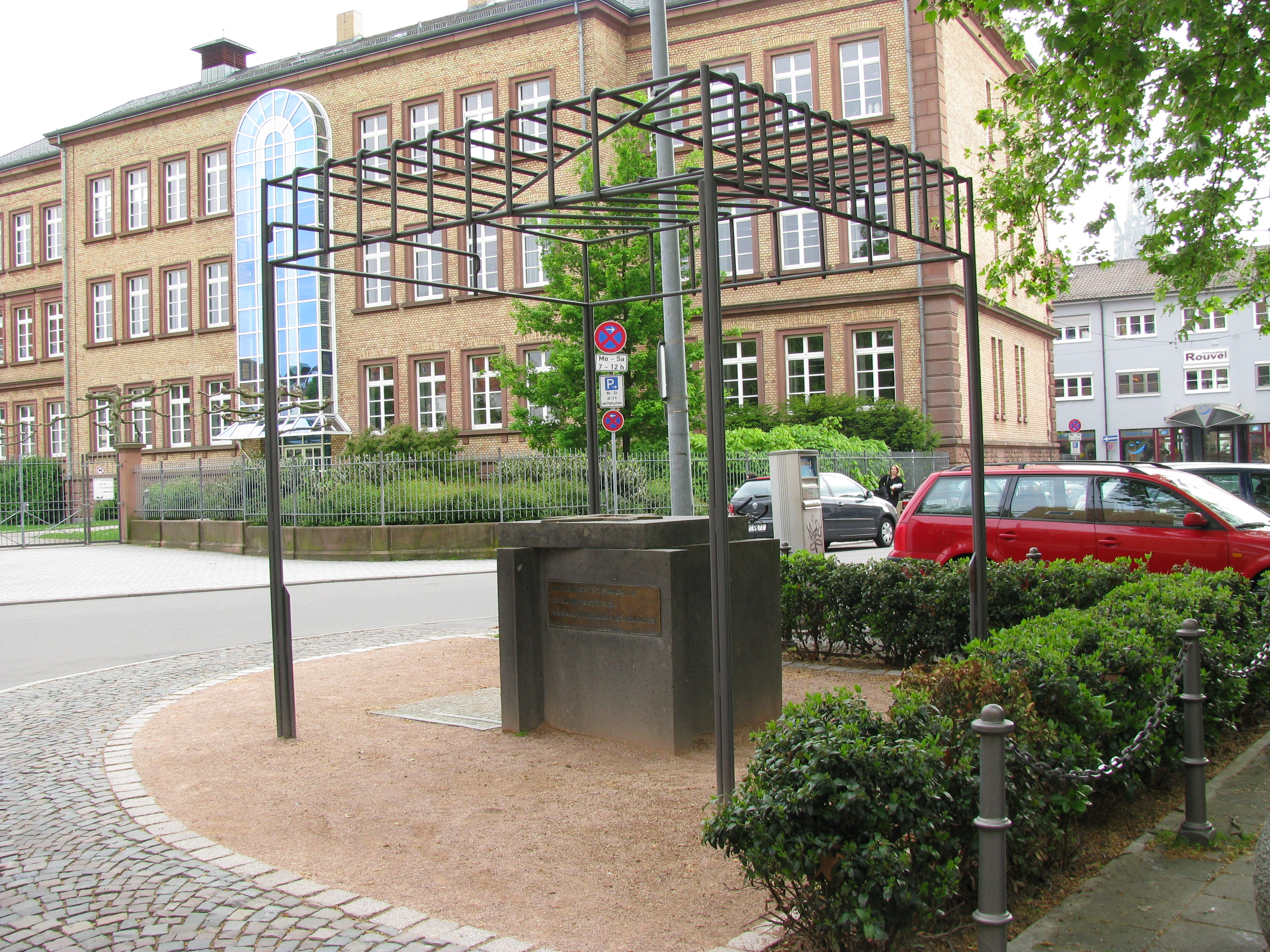
Mémorial érigé en 1992 à l'emplacement de l'ancienne synagogue.

En 1968, une plaque commémorative rappelant le sort tragique de la communauté juive est dévoilée dans la cour du Judenbad. En 1979, après 40 ans, une autre plaque commémorative est placée sur le mur arrière du bâtiment du Kaufhof (Place de l'ancienne synagogue) avec le texte :
« Ici se trouvait la synagogue de la communauté juive de Spire jusqu'à sa destruction par les nazis dans la nuit du 9 au 10 novembre 1938. »
En 1992, un mémorial est érigé directement à l'emplacement de l'ancienne synagogue, avant d'être déplacé peu après, sur la petite place située en face. En 2007, la motion du SPD demandant d'installer des Stolpersteine (pierres d'achoppement) devant le dernier domicile des victimes du nazisme, est refusée par la majorité du conseil municipal.

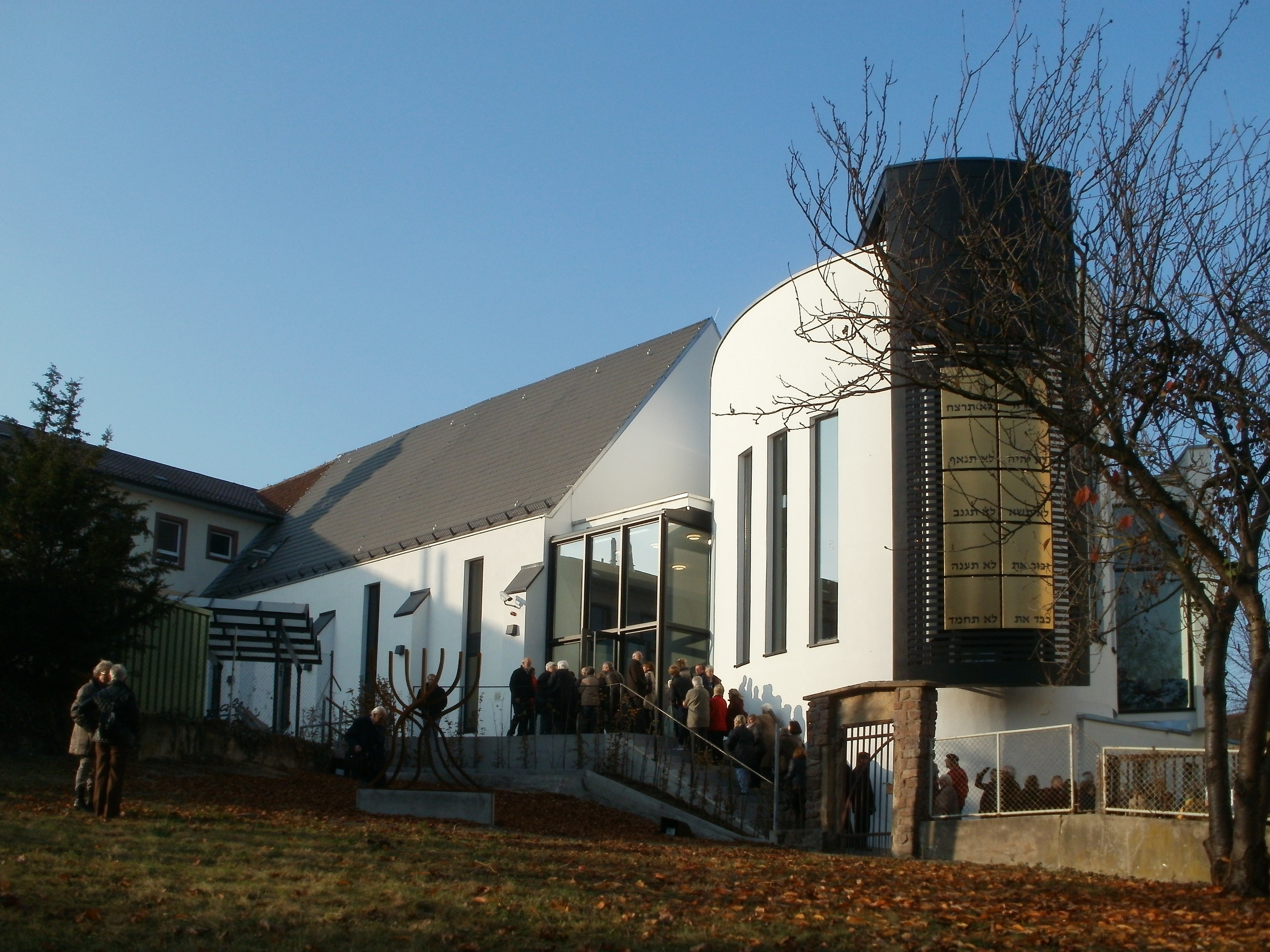
La nouvelle synagogue.

Jusqu'aux années 1990, il n'y a plus de communauté juive à Spire. En octobre 1996, dix Juifs originaires d'Europe de l'Est décident de fonder une nouvelle communauté juive à Spire.La communauté adopte le statut d'association à but non lucratif sous le nom de Jüdische Gemeinde Speyer e.V. Le premier président en est Schmuel Tepman, et à sa mort, la présidence échoit à sa petite-fille Juliana Korovai. Ignatz Bubis (de), le président du Conseil central des Juifs en Allemagne, soutient et conseille l'association jusqu'à sa mort en 1999.
La pose de la première pierre d'une nouvelle synagogue à Spire a eu lieu le 9 novembre 2008. Elle est construite sur le site de l'ancienne église Saint-Guido et peut accueillir une centaine de fidèles. Les travaux de construction commencent en 2010 et la synagogue qui porte le nom de Beith-Schalom (Maison de la paix) est inaugurée le 9 novembre 2011, exactement 73 ans après la nuit de Cristal de 1938. Elle est utilisée par la communauté juive de Spire et du Rhin-Palatinat, qui déplace son siège de Neustadt à Spire. En 2020, Seew-Wolf Rubins est le rabbin de la communauté.